# تادئوس تونویان
تادئوس وُلودیایی تونویان (ارمنی: Թադևոս Վոլոդյայի Տոնոյան؛  زادهٔ ۱ مارس ۱۹۶۱) تاریخ‌نگار ادبی، زبان‌شناس و شاعر اهل ارمنستان است. وی از سال ۱۹۹۱ میلادی تاکنون مشغول فعالیت بوده است.

## زندگی‌نامه
وی در ۱ مارس ۱۹۶۱ در ایروان به دنیا آمد و از دانشگاه دولتی ایروان (۱۹۸۳) فارغ‌التحصیل گشت.  همچنین برندهٔ جوایزی همچون مدال طلای وزارت فرهنگ جمهوری ارمنستان (۲۰۰۸)، مدال طلای نخست‌وزیر جمهوری ارمنستان (۲۰۱۴) و جایزه «بهترین شعر سال» صندوق فرهنگی ارمنی  (۱۹۹۹) شده است.

## یادداشت
1. ↑  բանասիրական գիտությունների թեկնածու
2. ↑  ՀՀ Վարչապետի Ոսկե մեդալ
3. ↑  Մշակույթի հայկական ֆոնդի «Տարվա լավագույն բանաստեղծություն» մրցանակ